# Saint-Remimont (Vosgos)
 Saint-Remimont  es una población y comuna francesa, en la región de Lorena, departamento de Vosgos, en el distrito de Neufchâteau y cantón de Bulgnéville.

## Demografía
| 150 | 172 | 161 | 152 | 213 | 230 |
| Para los censos de 1962 a 1999 la población legal corresponde a la población sin duplicidades (Fuente: INSEE [Consultar]) |     |     |     |     |     |